# Laetinaevia carneoflavida
Laetinaevia carneoflavida är en svampart som först beskrevs av Rehm, och fick sitt nu gällande namn av Nannf. ex B. Hein 1976. Enligt Catalogue of Life ingår Laetinaevia carneoflavida i släktet Laetinaevia, ordningen disksvampar, klassen Leotiomycetes, divisionen sporsäcksvampar och riket svampar, men enligt Dyntaxa är tillhörigheten istället släktet Laetinaevia, familjen Dermateaceae, ordningen disksvampar, klassen Leotiomycetes, divisionen sporsäcksvampar och riket svampar. Arten är reproducerande i Sverige. Inga underarter finns listade i Catalogue of Life.